# Erdosteine
Erdosteine là một thuốc tiêu nhầy. Cụ thể nó là một dẫn xuất thiol được phát triển để điều trị viêm phế quản tắc nghẽn mạn tính, bao gồm cả đợt cấp tính của bệnh viêm phế quản mãn tính. Erdosteine chứa hai nhóm sulfhydryl bị chặn được giải phóng sau quá trình trao đổi chất đầu tiên. Ba chất chuyển hóa hoạt động thể hiện hoạt động nhặt nhầy và gốc tự do. Erdosteine điều chỉnh sản xuất chất nhầy và độ nhớt và tăng vận chuyển chất nhầy, do đó cải thiện sự thoát ra. Nó cũng thể hiện hoạt động ức chế chống lại tác động của các gốc tự do được tạo ra bởi khói thuốc lá.
Các nghiên cứu lâm sàng ở bệnh nhân mắc bệnh phổi tắc nghẽn mạn tính đã chứng minh hiệu quả và khả năng dung nạp của erdosteine. Erdosteine 300 mg hai lần mỗi ngày giúp giảm ho (cả tần suất và mức độ nghiêm trọng) và độ nhớt đờm nhanh hơn và hiệu quả hơn giả dược và giảm độ bám dính của đờm hiệu quả hơn bromhexine 30 mg hai lần mỗi ngày.
Phối hợp erdosteine và amoxicillin ở những bệnh nhân bị viêm phế quản cấp tính nhiễm trùng cấp tính dẫn đến nồng độ kháng sinh cao hơn trong đờm, dẫn đến các triệu chứng lâm sàng sớm hơn và rõ rệt hơn so với giả dược.
Erdosteine có liên quan đến tỷ lệ thấp của các tác dụng phụ, hầu hết trong số đó là đường tiêu hóa và nói chung là nhẹ. LD50 rất cao, 3.500 Than5.000 mg / kg.

## Tên thương hiệu
Châu Âu:
- Erdomed
- Erdopect
- Erdostin
- Erdotin
- Evosten
- Mucodox
- Mucofor
- Theovix
- Tusselin
- Vectrine

Các khu vực khác:
- Asdigan
- Biopulmin
- Dostein
- Dostin
- Dostol
- Ectrin
- Edotin
- Erdos
- Esteclin
- Fluidasa
- Mucoflux
- Mucotec
- Mukial
- Zertin
- Vestein (Indonesia)